# Néonazisme en Russie

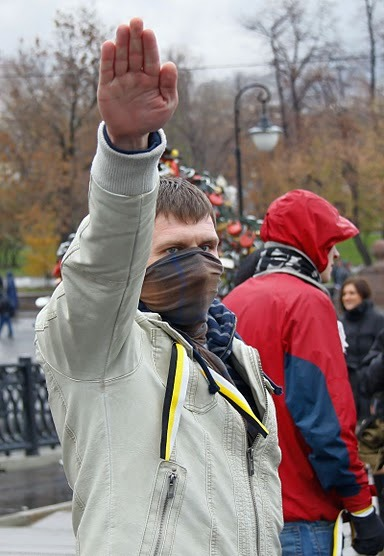
Un participant au rassemblement contre la marche des fiertés sur la place Bolotnaïa à Moscou, effectuant un salut nazi (30 octobre 2010).

Le néonazisme en Russie est un mouvement politique et militant d'extrême droite. Apparu à la fin de l'ère soviétique et au début des années 1990, il est promu alors par des skinheads (dits « white power », « fiers d'appartenir à la race blanche ») et par des hooligans qui évoluent dans le milieu du football. Le néonazisme se fait connaître en Russie par une série d'attaques violentes et de meurtres visant des migrants d'Asie centrale et du Caucase. Des vidéos de ces attaques sont mises en ligne sur Internet par des membres de gangs néo-nazis ou skinheads, provoquant des protestations partout dans le monde.
Avec le début de la guerre russo-ukrainienne, les néo-nazis russes attirent l'attention internationale par leur action militante en faveur des forces séparatistes du Donbass, soutenues par la Russie. Certains groupes, comme le Mouvement impérial russe, ont été accusés de former des suprémacistes blancs et des néonazis venus d'autres pays d'Europe. Les liens entre ces groupes et le gouvernement russe, qui s'inscrivent dans une politique connue sous le nom de nationalisme dirigé, sont devenus particulièrement notoires à la suite de l'invasion de l'Ukraine par la Russie en 2022, après que le président russe Vladimir Poutine a affirmé avoir pour objectif la « dénazification » de l'Ukraine.

## Avant les années 1990
L'idéologie des nazis allemands considère les Slaves en général comme membres d'une « race inférieure », ce qui, pendant la Seconde Guerre mondiale, aboutit à la préparation du « Generalplan Ost », qui prévoit l'extermination, la déportation ou l'asservissement de la plupart des Slaves d'Europe centrale et orientale (Russes, Ukrainiens, Polonais et autres),,.

### Période soviétique
Les organisations néo-nazies en Union soviétique apparaissent dans la seconde moitié des années 1950. Dans certains cas, les participants sont attirés avant tout par l'esthétique du nazisme (rituels, défilés, uniformes, culte du beau corps et architecture). Dans d'autres cas, ils s'intéressent davantage à l'idéologie des nazis, à leur programme et à la figure d'Adolf Hitler. La formation du néonazisme en URSS remonte au tournant des années 1960 et 1970, époque à laquelle les organisations nazies opèrent dans la clandestinité.
En 1970, un texte intitulé Parole de la Nation, signé par des « patriotes russes » et déterminé plus tard comme ayant été écrit par Anatoly M. Ivanov (Skuratov), l'un des fondateurs du mouvement néo-païen russe et partisan de la lutte contre un prétendu « christianisme juif », est distribué en samizdat en URSS. Il exprime le rejet des idées libérales-démocrates qui prévalent à l'époque parmi certains nationalistes russes et proclame comme programme l'instauration d'un État fort, la formation d'une nouvelle élite. Pour maintenir l'ordre et lutter contre la criminalité, selon le programme, le gouvernement autoritaire doit s'appuyer sur des « escouades populaires » (un analogue des Cent-Noirs), qui ne seraient soumises à aucune loi. L'auteur formule des revendications contre « la violation des droits du peuple russe » et « le monopole juif dans la science et la culture ». Il s'oppose également à la « dégénérescence biologique de la race blanche », qui, selon lui, est le résultat de la diffusion des « idées cosmopolites démocratique » et de « l'hybridation accidentelle » des races. Il appelle à remédier à ces problèmes par une « révolution nationale » ; après quoi « les vrais Russes par le sang et l’esprit » devront devenir la nation dirigeante du pays. Une version russe complète de ce document est publiée dans le magazine pour émigrés Veche en 1981 ; l'auteur y évoque la possibilité que les États-Unis deviennent « un outil permettant de réaliser la suprématie noire mondiale » et il y affirme que la Russie est investie de la mission particulière de sauver la civilisation mondiale.
Fin 1971, un texte intitulé « Lettre à Soljenitsyne », écrite par Valery Yemelyanov (en), par ailleurs un des fondateurs du néo-paganisme russe, circule en samizdat (le texte est signé Ivan Samolvin). La « lettre » parle des liens entre juifs et francs-maçons, ainsi que d'une conspiration visant à s'emparer du pouvoir mondial. La révolution d’Octobre est présentée comme la mise en œuvre de ces plans secrets. Le texte prétend que la « véritable histoire » des ancêtres du peuple russe est soigneusement cachée au peuple. La lettre est écrite par. Ces documents ont un impact significatif sur le développement du racisme et du néonazisme russes.
À l'époque soviétique, Viktor Bezverkhy (Ostromysl), fondateur du mouvement védiste russe (en) (une branche du néo-paganisme slave), vénère Hitler et Himmler et propage dans le cercle restreint de ses étudiants des théories raciales, appelant à débarrasser l’humanité d'une « progéniture défectueuse » qui serait le résultat de mariages interracial. Il traite ces « gens inférieurs » de « bâtards », notamment « les kikés, les Indiens ou les gitans et les mulâtres », et estime qu'ils empêchent la société de parvenir à la justice sociale. À 51 ans, il prête le serment « de consacrer sa vie à la lutte contre le judaïsme, l'ennemi mortel de l'humanité ». Le texte de ce serment, écrit avec du sang, est retrouvé sur sa personne lors d'une perquisition en 1988. Bezverkhy développe une théorie du « védisme », selon laquelle, entre autres : « tous les peuples seront passés au crible de la définition raciale, les Aryens seront unis, les éléments asiatiques, africains et indiens seront mis à leur place, et les mulâtres seront éliminés car inutiles. ».
Les premières manifestations publiques des néo-nazis en Russie ont lieu en 1981 à Kourgan, puis à Ioujnouralsk, Nijni Taguil, Sverdlovsk et Leningrad.
En 1982, le jour de l'anniversaire d'Hitler, un groupe de lycéens de Moscou organise une manifestation nazie sur la place Pouchkine.

### Période post-soviétique
Les skinhead néonazis deviennent un phénomène notable parmi les radicaux de droite de tendance néonazie en Russie dès les années 1990.

## Depuis les années 1990

### Causes du développement du néonazisme
L'effondrement du système éducatif, la récession économique et le chômage qui suivent les réformes des années 1990 constituent, selon Alexandre Tarassov les principales raisons de la forte croissance du mouvement skinhead en Russie. D'autres facteurs entrent en jeu, selon Alexandre Tarassov : la première guerre de Tchétchénie a intensifié les préjugés racistes à l'égard des autochtones du Caucase ; la rhétorique impérialiste du gouvernement et la faiblesse des poursuites contre les organisations extrémistes par la police expliquent aussi l'aggravation du phénomène. La propagation du racisme et de l'idée d'« identité aryenne » parmi les skinheads en Russie est également influencée par la propagande anticommuniste et les critiques de l'internationalisme dans les années 1990, selon Victor Shnirelmann ; durant cette période, l'essor d'un « capitalisme sauvage », le darwinisme social et la « poursuite de l'héroïsme » favorisent la popularité des personnages « surhumains » et d'une « race aristocratique supérieure ».

### Nombre de membres
Selon les données recueillies par une observation participante menée entre 1996 et 2008 par l'avocat et chercheur SV Belikov, les premiers skinheads apparaissent à Moscou au début des années 1990 ; leur nombre ne dépasse alors pas quelques dizaines. En 1993-1994, le nombre de skinheads à Moscou atteint 150 à 200 personnes ; les premiers groupes skinheads commencent à apparaître dans les grandes villes russes (Saint-Pétersbourg, Rostov, Volgograd et Nijni Novgorod) au cours des mêmes années. En 1995-1996, le nombre total de skinheads en Russie dépasse le millier ; leur sous-culture et leur idéologie deviennent alors prédominantes parmi les extrémistes politiques de droite. Entre 1996 et 1998, il y a un bond en nombre et en organisation : en 1998, il y a à Moscou une vingtaine d'associations organisées, avec des maisons d'édition, des entreprises qui satisfont la demande en accessoires skinheads et en morceaux de groupes de musique skinheads. Entre 1998 et 2000, l’attention accrue de la police et de la société conduit à un déclin du mouvement skinhead. Les années 2000-2004 voient une nouvelle recrudescence, qui se termine en 2004 après que l'État a intensifié les mesures répressives et dissuasives et mené une série de procès « simulés ». Belikov estime qu'en 2002, le nombre approximatif de skinheads atteint 5 à 7 000 à Moscou et environ 2 000 à Saint-Pétersbourg[réf. à confirmer]. Selon les estimations d'Alexandre Tarassov et Semyon Charny dans leurs rapports du Bureau des droits de l'homme de Moscou, en 2004-2005, il y a environ 50 000 skinheads en Russie (les sources de données et la méthodologie d'évaluation ne sont pas citées)[réf. à confirmer]. Selon le Centre SOVA, le nombre de victimes d'attaques motivées par la haine s'élève à 700 personnes par an (les valeurs maximales sont enregistrées en 2008-2009). En 2015, ce nombre redescend à 80 personnes.

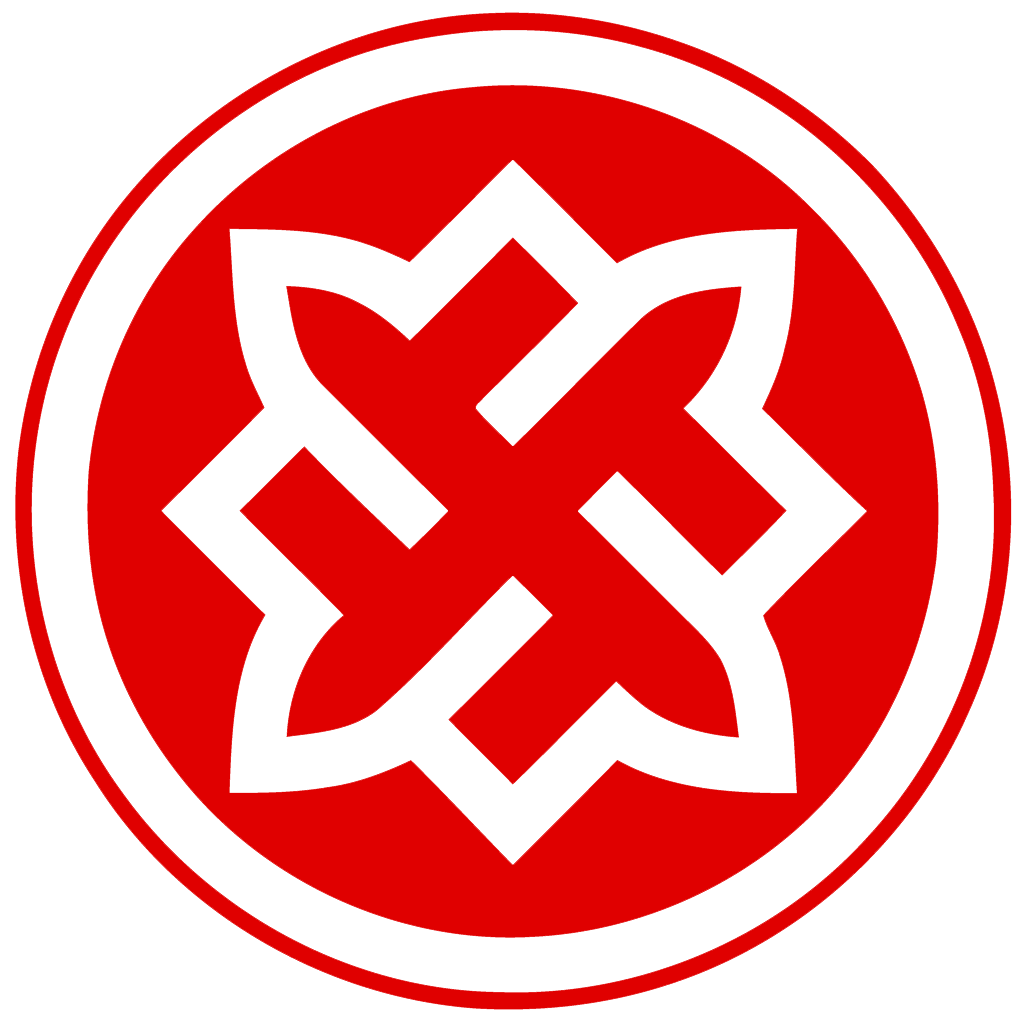
Élément de croix gammée dans le logo de l'organisation néo-nazie Unité nationale russe.

Les groupes skinheads suivants font partie des organisations néo-nazies radicales qui utilisaient des méthodes de lutte terroristes : la Igor Pirozhok (ru) (liquidé en 1996), Schultz-88 (ru) (liquidé en 2006), White Wolves (liquidé en 2008-2010), « New Order » (dissout), Russian Target (disparu), ainsi que d'autres groupes[style à revoir].

### Mesures gouvernementales
Les activités des organisations néonazies et l'utilisation de symboles nazis en Russie sont interdites par la loi fédérale sur la commémoration de la victoire du peuple soviétique dans la Grande Guerre patriotique de 1941-1945 et par la loi fédérale sur la lutte contre les activités extrémistes.
Aux Nations unies, la Russie présente une résolution sur la lutte contre l'héroïsation du nazisme chaque année à partir de 2012, qui exprime ses inquiétudes concernant la glorification du mouvement nazi et la profanation ou la destruction de monuments à la mémoire de ceux qui ont combattu contre le nazisme pendant la Seconde Guerre mondiale. Plusieurs sont adoptées par l'Assemblée générale des Nations unies. Ces résolutions sont cependant instrumentalisées par le gouvernement russe dans sa guerre contre l'Ukraine, à des fins révisionnistes et de propagande.

### Liens avec le gouvernement russe
Depuis la révolution orange de 2004 en Ukraine, le gouvernement russe est régulièrement accusé de collaborer avec les néo-nazis afin de combattre l'opposition intérieure à Vladimir Poutine. Cette politique, connue sous le nom de nationalisme dirigé, conduit à la montée en puissance du groupe Image russe, jusqu'à son effondrement en 2009 après l'arrestation de ses dirigeants pour les meurtres de Stanislav Markelov et Anastasia Babourova. Les documents judiciaires lors des procès des dirigeants de Image russe révèlent que l'organisation a des liens avec l'administration présidentielle de Russie, qui souhaitait se doter d'« une organisation, dépendante des autorités, qui pourrait contrôler l'extrême droite russe ».
Depuis l’annexion de la Crimée par la fédération de Russie et le début de la guerre russo-ukrainienne en 2014, les liens entre le gouvernement russe et les groupes néo-nazis sont à nouveau soulignés dans les médias internationaux. Le Mouvement impérial russe se fait particulièrement remarquer pour son grand nombre de membres, notamment des militants suprémacistes blancs de toute l'Europe. Initialement engagés aux côtés des forces séparatistes pro-russes pendant la guerre du Donbass, entre 2014 et 2022, leur importance diminue avec l'invasion russe de l'Ukraine à partir de 2022, et l'arrivée massive des forces régulières russes.
En 2022, le chercheur Robert Horvath estime que Vladimir Poutine, bien qu'il veuille « dénazifier » l'Ukraine, « cultive ses propres nazis », faisant référence à plusieurs groupes plus ou moins influents dans la politique russe, notamment du fait de leur rôle dans la guerre du Donbass. Cependant, selon Alexandre Verkhovsky, directeur d'un cabinet de conseil indépendant russe, leur pouvoir serait limité et ils n'auraient « pas leur propre espace dans l'arène politique », dont le président russe aurait le « monopole ».

### Groupes néonazis

#### Légion Werewolf
En 1994, un groupe néo-nazi appelé Légion Werewolf (Légion des loups-garous) opère à Moscou ; son idéologie est fondée sur les principes du nazisme allemand, dont fait partie la lutte contre les « races inférieures ». Ses membres étudient Mein Kampf d'Hitler et se préparent à combattre les juifs, les communistes et les démocrates. Le groupe adhère aux idées néo-païennes, en particulier celles du néo-paganisme allemand. Il est en activité pendant plusieurs mois et, à l'été 1994, est dissous par la police de Moscou.

#### Schultz-88
En 2004, un procès a lieu contre des membres du groupe néo-nazi Schultz-88 (ru), qui opère à Saint-Pétersbourg et dans l'oblast de Léningrad, d'avril 2001 à mars 2003. Les membres du groupe attaquent des personnes « d'apparence non slave », des Juifs et des représentants de sous-cultures de jeunesse hostiles aux skinheads. Parmi les membres éminents du groupe figurent Dmitry Borovikov et Alexeï Voïevodine (ru), dirigeants de Mad Crowd (ru), un groupe skinhead[réf. à confirmer]. L'expert de l'affaire Schultz-88 (ru) est l'ethnographe Nikolaï Girenko, assassiné le 19 juin 2004. Au cours du procès, le jury du tribunal municipal de Saint-Pétersbourg déclare les membres du gang Borovikov-Voyevodin (« Organisation terroriste de combat ») coupables, notamment du meurtre du chercheur. Le 14 juin 2011, le tribunal municipal de Saint-Pétersbourg condamne Voïevodine et un autre membre du groupe, Artyom Prokhorenko, à la prison à vie. D'autres membres du gang sont condamnés à diverses peines d'emprisonnement[réf. souhaitée].

#### Mad Crowd
Le 14 décembre 2005, six membres du groupe skinhead Mad Crowd (ru) (« foule folle » en français) sont condamnés à diverses peines d'emprisonnement pour des attaques contre des personnes « d'apparence non slave ». Le groupe opère en 2002-2003 à Saint-Pétersbourg et est dirigé par Ruslan Melnik, Alexeï Voïevodine (ru) et Dmitri Borovikov. Au moment du procès, les membres du groupe ont formé une organisation terroriste clandestine appelée Combat Terrorist Organisation (BTO). Borovikov meurt en 2006 des suites d'une blessure mortelle lors d'une arrestation ; ses funérailles sont organisées selon la culture néopaïenne.

#### Parti national-socialiste de Russie
Le 15 août 2007, un étudiant est arrêté pour avoir publié sur Internet une vidéo intitulée « Arrestation et exécution de deux envahisseurs, un Tadjik et un "Dag" ». Sur fond de drapeau de l'Allemagne nazie, des skinheads organisent le meurtre de deux migrants clandestins musulmans,. Le Parti national-socialiste de Russie revendique la responsabilité de ces meurtres.
Le 15 mai 2008, le tribunal municipal de Moscou rend un verdict de culpabilité dans l'affaire de l'attentat à la bombe commis sur le marché de Moscou en 2006. L'attaque a lieu le 21 août 2006. Quatorze personnes sont tuées, dont deux enfants, et 61 blessées. Parmi les morts figurent six citoyens du Tadjikistan, trois citoyens ouzbeks, un citoyen biélorusse, un citoyen chinois et deux citoyens russes. Tous les suspects sont membres de l'organisation Le Salut, un groupe paramilitaire néo-nazi[réf. souhaitée]. Les accusés sont condamnés à des peines allant de deux ans à la prison à vie. Nikolaï Koroliov, Ilia Tikhomirov, Oleg Kostarev (ru) et Sergueï Klimouk sont condamnés à la prison à vie.

#### White Society-88
En 2008-2009 plusieurs membres du groupe néo-nazi White Society-88 (ru) ("Société blanche" en français) ont été arrêtés ; ils opéraient à Nijni Novgorod depuis 2008. Les étudiants Alexandre Degtyarev et Artyom Sourkov ont commis quatre meurtres et neuf tentatives de meurtre sur des personnes « d'apparence non slave ». Degtyarev a été arrêté en décembre 2008 juste après avoir abattu son professeur avec un fusil de chasse. En juin 2010, le tribunal régional de Nijni Novgorod a condamné Alexandre Degtyarev à la réclusion à perpétuité, tandis qu'Artyom Sourkov et Maxim Alioshin ont été condamnés respectivement à 10 et 9,5 ans d'emprisonnement[pas clair].

#### Gang Ryno-Skachevski
En 2008-2010, des membres du gang Ryno-Skachevski dirigé par Artur Ryno et Pavel Skachevsky ont été condamnés. Ryno a affirmé que depuis août 2006, il avait tué 37 personnes « d'apparence non slave », dont une vingtaine avec son ami Skachevsky[réf. nécessaire]. En décembre 2008, les étudiants Artur Ryno et Pavel Skachevsky ont chacun été condamnés à dix ans dans une colonie pénitentiaire,,[réf. nécessaire]. D'autres membres du groupe ont également été condamnés à de longues peines d'emprisonnement[pas clair]

#### BORN
Membres du groupe néo-nazi Fighting Organization of Russian Nationalists (ru) (BORN) ont été accusés d'une série de meurtres et de tentatives de meurtre. En 2011, Nikita Tikhonov, l'un des dirigeants et fondateurs de l'organisation, a été condamné à la prison à vie pour les meurtres de l'avocat Stanislav Markelov et de la journaliste Anastasia Baburova, et sa colocataire Yevgenia Khasis a été condamnée à 18 ans de prison. En avril 2015, Maxim Baklagin et Viatcheslav Isaïev ont été condamnés à la réclusion à perpétuité et Mikhaïl Volkov à 24 ans de prison. En juillet 2015, Ilya Goryachev, le fondateur du groupe, a été condamné à la prison à vie pour organisation de gang, cinq meurtres et trafic d'armes. La condamnation de Ryno et Skachevsky a été annoncée le 8 avril 2010[réf. nécessaire]. Le juge Eduard Chuvashov (ru) du tribunal municipal de Moscou, qui a rendu le verdict dans cette affaire, a été assassiné le 12 avril 2010 par des membres du BORN[pas clair].

#### Volkssturm
En 2011, neuf membres du groupe skinhead « Volkssturm » ont été condamnés. En 2013, l'un des deux skinheads condamnés était Alexandre Soloviev, l'un des dirigeants du groupe. En janvier 2014, la Commission d'enquête de la fédération de Russie a signalé qu'un membre du groupe âgé de 25 ans, recherché depuis 2008, avait été arrêté dans la région de Sverdlovsk. Le groupe opérait à Ekaterinbourg en 2006-2008. Il doit son nom aux unités de la milice populaire de l'Allemagne nazie. Il est prouvé que les membres du groupe ont commis trois meurtres et huit tentatives de meurtre sur des personnes d'apparence « non slave » et ont battu 20 migrants. Les skinheads ont documenté leurs actions en les filmant et en les publiant sur Internet. [pas clair]

#### Lincoln-88
Le 5 mai 2011, le tribunal municipal de Saint-Pétersbourg a condamné les membres du groupe skinhead Lincoln-88 (es) qui a commis à Saint-Pétersbourg d'août à décembre 2007 12 agressions contre des personnes « d'apparence non slave », dont deux meurtres et une tentative de meurtre. Huit attaques ont été enregistrées sur vidéo et publiées sur Internet. Le tribunal a déclaré 19 membres du groupe coupables, 10 accusés ont été condamnés à des peines de 4 à 9 ans de prison, tandis que les autres ont été condamnés à des peines avec sursis de différentes durées d'emprisonnement,[pas clair].

#### NS/WP Nevograd
En juin 2014, le groupe néo-nazi NS/WP Nevograd a été condamné pour meurtre, acte de terrorisme, incitation à la haine pour des raisons raciales et nationales et trafic d'armes et de munitions[réf. nécessaire].

#### The Cleaners
Le 23 octobre 2017, le tribunal municipal de Moscou a condamné les membres du groupe néo-nazi The Cleaners (les Nettoyeurs) qui ont tué plus de 15 personnes entre juillet 2014 et février 2015. Pavel Voitov a été condamné à la réclusion à perpétuité, Elena Lobachova à 13 ans et Maxim Pavlov à 9 ans et 6 mois dans une colonie pénitentiaire. Vladislav Karatayev a été condamné à 16 ans et Artur Nartsissov à 9 ans et 6 mois dans une colonie pénitentiaire à régime strict,. Comme victimes, les membres du groupe ont choisi des citoyens qui, à leur avis, violent les normes de comportement généralement acceptées : personnes sans domicile fixe, mendiants, personnes en état d'ébriété.

#### Division Atomwaffen Russie
L'Atomwaffen Division Russland est un groupe terroriste néo-nazi implanté en Russie et découvert par les autorités russes comme étant lié à plusieurs complots de meurtres de masse. L'AWDR a été fondée par d'anciens membres de la défunte Société Nationale Socialiste responsables de 27 meurtres et l'AWDR est liée à la section locale de l'Ordre des Neuf Angles responsable de viols, de meurtres rituels et de trafic de drogue. Les autorités russes ont effectué une descente dans un complexe de l'Atomwaffen à Oulan-Oudé et ont découvert des armes et des explosifs illégaux,.

#### Groupe Rusich
Le Groupe Rusich, une petite unité de plusieurs dizaines de personnes opérant au sein de l'organisation militaire du Groupe Wagner,, compte notamment des éléments néo-nazis notables,.
Le groupe est qualifié de « groupe de reconnaissance de sabotage et d'assaut », qui combat au sein des forces séparatistes russes dans l'est de l'Ukraine. Les Rusich sont décrits comme une unité d'extrême droite, ou néo-nazie, leur logo présente une croix gammée slave. Le groupe a été fondé par Alexeï Milchakov et Yan Petrovsky à l'été 2014, après avoir obtenu leur diplôme d'un programme de formation paramilitaire dirigé par la Légion impériale russe, la branche combattante du Mouvement impérial russe. Depuis 2017, le procureur général ukrainien et la Cour pénale internationale (CPI) enquêtaient sur les combattants de cette unité pour des crimes de guerre présumés commis en Ukraine. En juin 2023, le groupe Wagner s'est mutiné, mais a rapidement démissionné.

#### Groupe Wagner (contesté)
Le Groupe Wagner, un groupe de mercenaires russes notable dans la guerre russo-ukrainienne,, a été accusé de néo-nazisme,,. Cependant, selon Erica Gaston, conseillère politique principale au Centre de recherche politique de l'Université des Nations unies, le groupe Wagner n'est pas motivé par une idéologie, il s'agit plutôt d'un réseau de mercenaires « liés à l'État sécuritaire russe »,.

## Idéologie

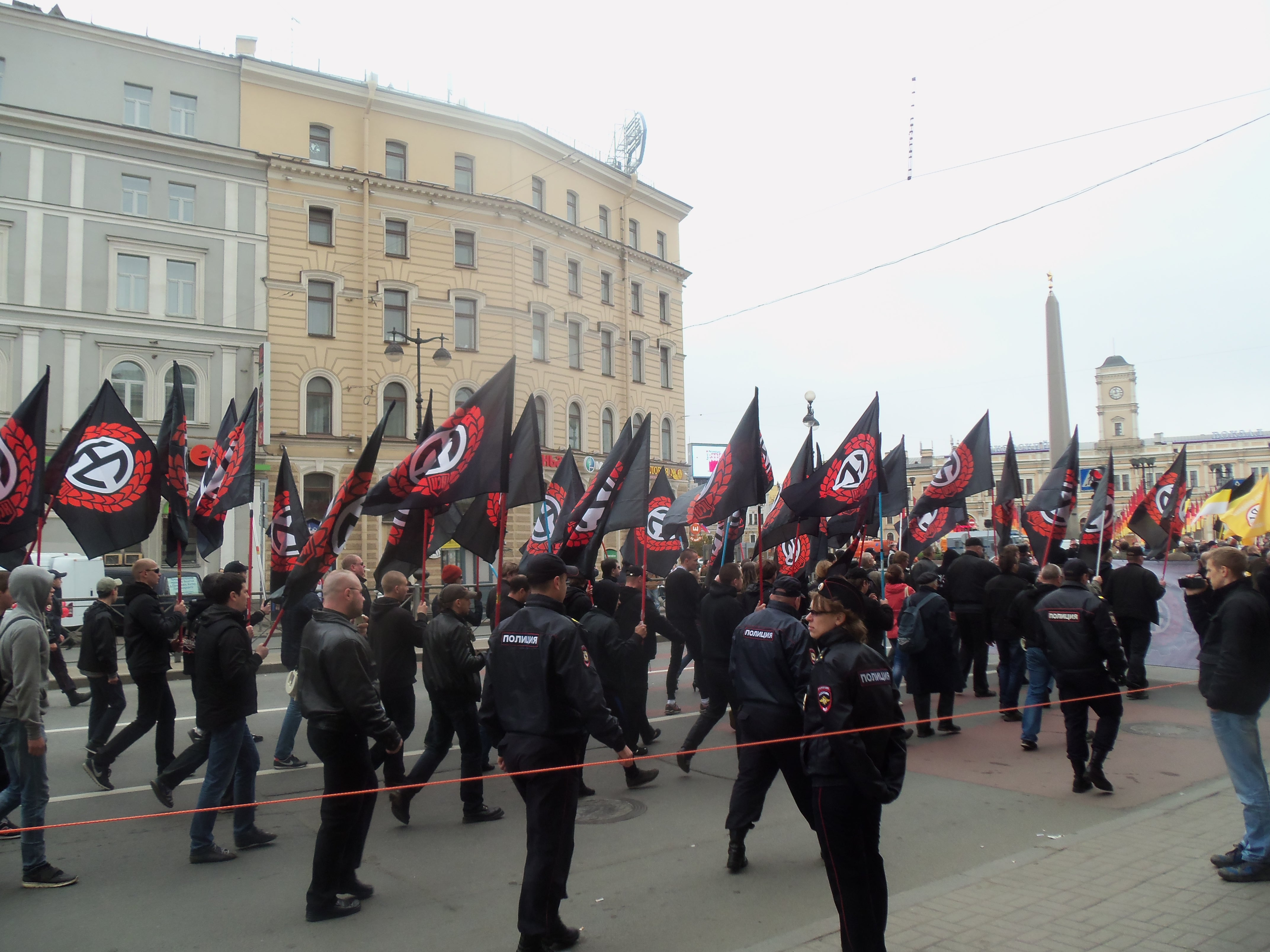
Une colonne de néo-nazis lors de la procession du 1er mai à Saint-Pétersbourg, 2014

Symboles nazis appliqués sur le dessin dédié au Jour de la Victoire, Khimki, 2015

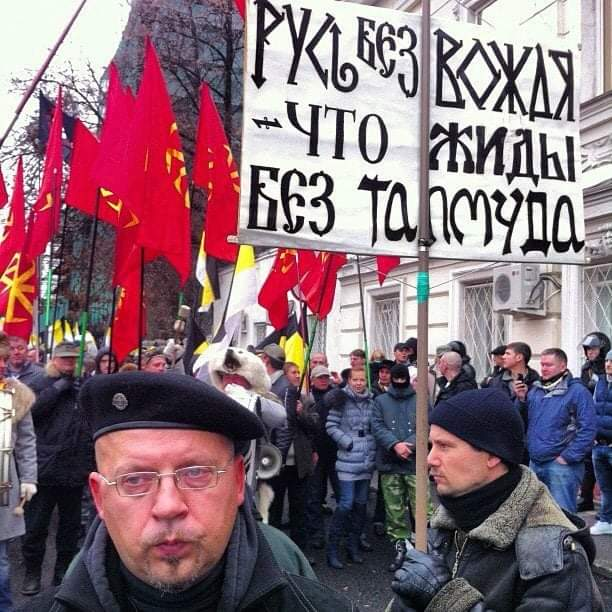
" Marche russe " en 2012 à Moscou, affiche sur fond de drapeaux avec le symbole nationaliste et néo-païen Kolovrat

### Racisme
Comme le nazisme, le néo-nazisme russe combine le nationalisme ethnique, l'idée de la race aryenne, de sa supériorité biologique et culturelle supposée sur les autres races, un antisémitisme racial (la race sémitique étant considérée comme l'antipode et le principal ennemi de l'« aryenne »), l'anticommunisme et l'anti-démocratie. Le culte d'Adolf Hitler occupe une place significative dans cette mouvance, la croix gammée, ou ses variantes, restent les principaux symboles[réf. nécessaire].

### Christianisme et paganisme
L'un des plus grands partis nationalistes-extrémistes russes jusqu'à la fin des années 1990 était le mouvement sociopolitique néo-nazi Unité nationale russe (RNE) d'Alexandre Barkachov, fondé en 1990. Fin 1999, l'Unité nationale russe a tenté en vain de se présenter à la Douma d'État. Barkashov considérait la « vraie orthodoxie » comme une fusion du christianisme et du paganisme, prônant un « Dieu russe », et une « croix gammée aryenne » qui lui serait prétendument liée. Il a écrit sur les Atlantes, les Étrusques, la civilisation « aryenne », qu'il a présentés comme des prédécesseurs directs de la nation russe. Il a évoqué leur lutte prétendument séculaire contre les « Sémites », un « complot juif mondial » prétendu et la domination juive prétendument exercée sur la Russie. Le symbole du mouvement était une croix gammée modifiée. Barkashov était membre de la « Vraie Église orthodoxe (« catacombes ») » ; les premières cellules du RNE furent formées en tant que fraternités et communautés de l'IPC[réf. nécessaire].

### Néo-paganisme ou Rodnovérie
L'idéologie du néo-nazisme russe est étroitement liée à l'idéologie de Rodnoverie (néo-paganisme slave). Dans certains cas, il existe également des liens organisationnels entre néo-nazis et néo-païens. Ainsi, l'un des fondateurs du néo-paganisme russe, l'ex-dissident soviétique Alexey Dobrovolsky (en) (nom païen - Dobroslav), a partagé les idées du national-socialisme et les a transférées dans sa doctrine néo-païenne [réf. nécessaire]. Il est l'auteur dans les années 2000 de brochures classées en 2007 comme extrémistes par les tribunaux russes)., comme Le paganisme comme base spirituelle et morale du national-socialisme russe. Dobrovolsky a repris l'idée de la croix gammée dans les travaux de l'idéologue nazi Hermann Wirth (le premier dirigeant du Ahnenerbe)[réf. nécessaire]. Dobrovolsky a déclaré le « kolovrat » à huit bras, composé de deux croix gammées superposées, considéré dans le néo-paganisme slave comme l'ancien signe slave du Soleil, symbole d'une « lutte de libération nationale » sans compromis contre la « joug de la Judée »". Selon Dobrovolsky, la signification du « kolovrat » coïncide complètement avec la signification de la croix gammée nazie[réf. nécessaire]..

### Sainte Église de la race blanche
Ilya Lazarenko (ru) ancien militant du Komsomol est devenu l'un des fondateurs de l'Union de la jeunesse russe. De 1992 à 1994, il a dirigé le mouvement de jeunesse néo-nazi appelé « Front d'action révolutionnaire nationale », issu de l'Union, et a déclaré son allégeance au christianisme orthodoxe. Il a publié les journaux Our March (1992-1993) et People's Construction (1993-1996). En mars 1996, une procédure pénale a été engagée contre Ilya Lazarenko ; il a été la première personne reconnue coupable d'incitation à la haine ethnique. Alors qu'il faisait l'objet d'une enquête, Lazarenko a rompu avec la foi orthodoxe et a fondé la Navi Society (ru) (également connue sous le nom de « Sainte Église de la race blanche ») à Moscou le jour de l'anniversaire d'Hitler en 1996. Il l'a fait sous l'influence idéologique du fondateur de l'hitlérisme ésotérique, Miguel Serrano. En octobre 1994, Lazarenko est devenu le chef du parti de jeunesse néo-nazi du Front national. La société Navi était fondée sur le culte de deux dieux prétendument slaves, Yav et Navi, et pratiquait des uniformes vestimentaires et des rituels similaires à ceux du Ku Klux Klan. La doctrine de « l'Église » était une combinaison des idées du néo-paganisme slave avec les croyances indo-aryennes et zoroastriennes. Lazarenko a identifié les « Blancs » exclusivement avec les Russes. L'attribut principal des partisans du mouvement était des brassards avec des croix gammées ; d'autres comprenaient des croix de Novgorod (identiques aux croix celtiques) avec une croix gammée inscrite, des inscriptions runiques, un crâne de bélier et l'épée de Siegfried. L'un de ses objectifs était l'extermination des personnes caractérisées par une difformité physique. En 2005, Ilya Lazarenko s'est repenti et est retourné à l'Église orthodoxe[réf. nécessaire].
Rodnovery est une religion populaire des skinheads russes[réf. nécessaire]. Ces skinheads, cependant, ne pratiquent généralement pas leur religion[réf. nécessaire]. Pendant le procès de l'organisation skinhead Schultz-88 (ru) dans la seconde moitié de 2005, la brochure "Le paganisme comme base spirituelle et morale du national-socialisme russe" de Dobrovolsky et la revue néo-païenne La Colère de Perun ont été mentionnées. Les membres du groupe néo-nazi appelé Organisation terroriste de combat de Nevograd (BTO), dissout par la police en 2006, se considéraient comme des Rodnovers slaves. Ils firent paraître des magazines auto-publiés à orientation raciste-néo-païenne, dans lesquels ils développèrent l'idée de créer une « nouvelle race nordique ». Ils appelaient à une « révolution païenne », qu'ils cherchaient à rapprocher en chassant les personnes « d'apparence non slave »[réf. nécessaire]..

## Art
Dans les années 1990, un certain nombre de groupes de rock néo-nazis sont apparus en Russie. L'un des groupes de rock les plus populaires parmi les skinheads est Kolovrat, fondé en 1994. Les membres du groupe partagent les idées sur un prochain triomphe du « monde blanc » et appellent les « Aryens » à mener une guerre raciale. D'autres groupes populaires incluent Vandal et TNF (Terror National Front), qui enregistrent des chansons sur les vers du poète populaire S. Yashi, glorifiant la « race blanche » et l'idée « aryenne ». Des groupes similaires existent dans les régions : "Vantit" à Voronej, "Faterland" à Samara, "Horst Wessel" et NS FRONT à Volgograd. Certains d'entre eux adhèrent au « style de musique aryen ».
Le fondateur du groupe DK Sergey Zharikov (ru) a écrit sur le caractère inconditionnellement païen de la culture rock, a soutenu l'idée nationale et le messianisme. Se référant aux travaux de Boris Rybakov, il a soutenu que l'idéologie païenne était la plus adaptée à la lutte pour l'indépendance de la terre russe. Zharikov est devenu l'éditeur du magazine néo-nazi Ataka, centré sur les idées néo-païennes. Ces groupes de rock représentent la variété russe du[réf. nécessaire] d'un mouvement musical néo-nazi qui s'est développé en Angleterre et en Allemagne à partir du début des années 1980 parmi la culture skinhead de droite[réf. nécessaire].